# Michael Clarke Duncan
Michael Clarke Duncan (Chicago, 10 dicembre 1957 – Los Angeles, 3 settembre 2012) è stato un attore statunitense, interprete di molti film in ruoli da caratterista, tra cui quello di J. Otis "Bear" in Armageddon - Giudizio finale (1998), o il suo ruolo più famoso ne Il miglio verde nei panni del gigante buono John Coffey (1999), ruolo per il quale è stato candidato all’Oscar nella categoria miglior attore non protagonista e al Golden Globe.

## Biografia
Il padre di Michael Clarke Duncan abbandonò la famiglia quando lui aveva 6 anni e così Michael crebbe con la madre a Chicago. Con i suoi 198 centimetri di altezza per oltre 150 kg di peso, furono molte le squadre di football americano a contenderselo, ma la madre gli vietò sempre di praticare lo sport. Il suo sogno era diventare un attore di Hollywood, dove arrivò con 20 dollari in tasca rubati, e senza conoscere nessuno. La fortuna gli sorrise e conobbe Will Smith, che lo assunse inizialmente come guardia del corpo. In seguito lavorò in un episodio di Willy, il principe di Bel-Air.
L'attore Bruce Willis (che aveva appena lavorato con lui nel successo Armageddon - Giudizio finale) suggerì alla produzione del film Il miglio verde l'idea di fare interpretare il ruolo di John Coffey a Duncan dopo avere letto Il miglio verde, di Stephen King, e avere parlato col regista Frank Darabont. L'interpretazione valse a Duncan una candidatura all'Oscar 2000 come migliore attore non protagonista.
Nel 2003 recitò nel ruolo del villain Kingpin nel film Marvel Daredevil. Per interpretare la parte dovette modificare la sua dieta e dedicarsi al powerlifting. Nel giugno 2006 dichiarò di volersi calare di nuovo nei panni del personaggio, tuttavia rinunciando agli eccessi e mostrando un Kingpin dimagrito a causa dell'attività fisica svolta. Una volta diventato vegetariano è apparso in una campagna PETA del 2008.
Nel 2008-2009 apparve nella sesta stagione della serie televisiva Due uomini e mezzo, interpretando il burbero giocatore di football Jerome Burnett, vicino di casa di Charlie Harper e padre di Celeste, fidanzata del nipote di Charlie, Jake. 
Nel 2011 l'attore prestò la sua voce a Kilowog nel film DC, Lanterna Verde. Nel 2012 fu protagonista della serie televisiva poliziesca Il risolutore, spin-off di Bones, cancellata dopo una sola stagione a causa dei bassi ascolti.

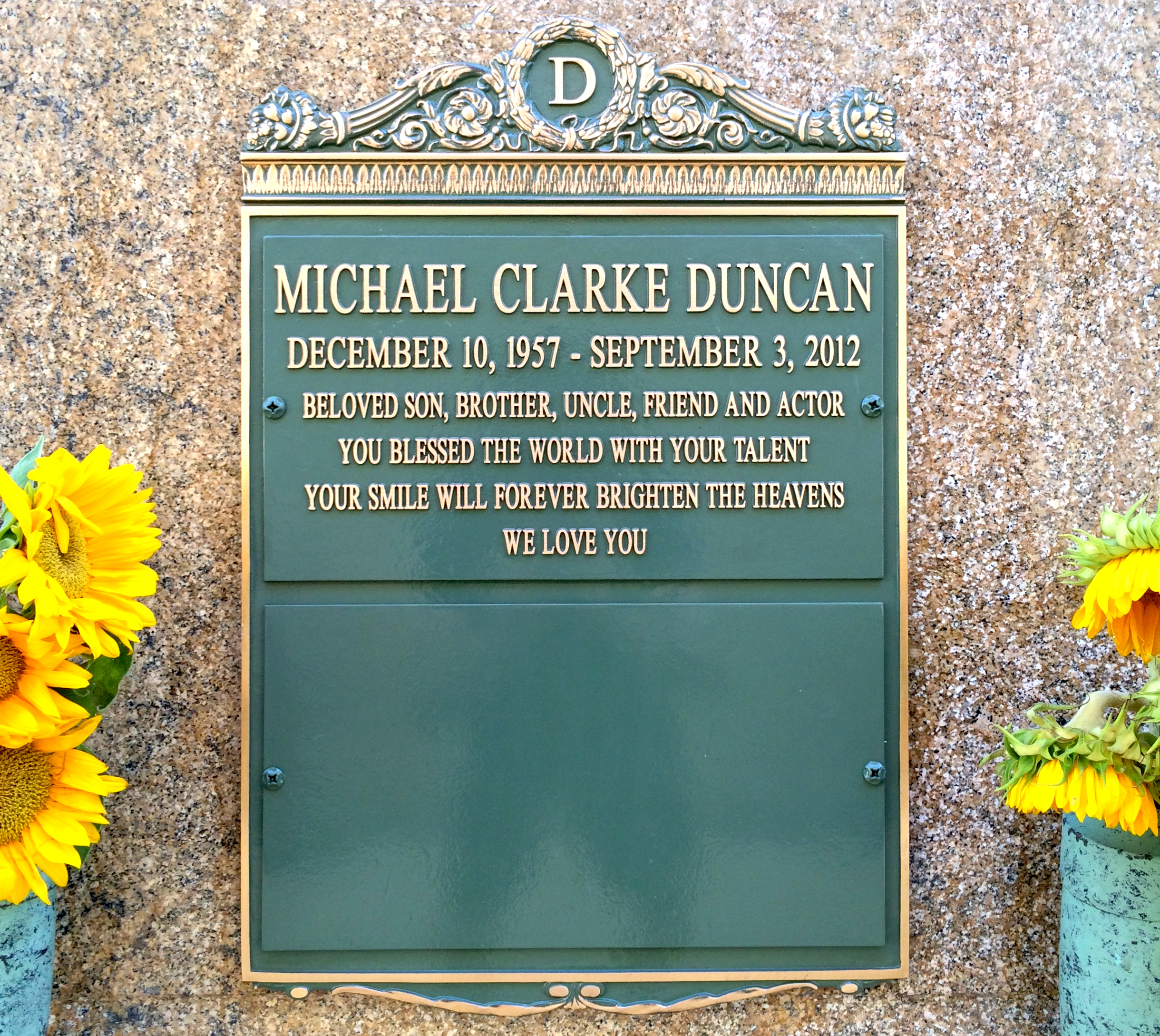
Tomba di Duncan al Forest Lawn Hollywood Hills.

Il 13 luglio 2012, mentre si trovava nella sua abitazione di Los Angeles, Duncan venne colpito da un infarto del miocardio. Prima di essere trasportato in ospedale, la fidanzata Omarosa Manigault gli praticò una rianimazione cardiopolmonare, che, secondo talune fonti, risultò fondamentale. Venne quindi trasportato al Cedars Sinai Medical Center. Il pubblicista di Duncan, Joy Fehily, rilasciò una dichiarazione il 6 agosto in cui si leggeva che era stato trasferito dall'unità di terapia intensiva, ma era rimasto ricoverato in ospedale in seguito al suo attacco di cuore. Il 3 settembre Duncan morì a Los Angeles all'età di 54 anni. Duncan è stato tumulato in un colombario del Forest Lawn Memorial Park di Los Angeles.
Dopo la morte di Duncan, molti memoriali usarono una delle sue battute più famose de Il miglio verde: "Heaven. Sono in paradiso."

## Filmografia

### Attore

#### Cinema
- Ci vediamo venerdì (Friday), regia di F. Gary Gray (1995) - non accreditato
- Forza d'urto 2 (Back in Business), regia di Philippe Mora (1997)
- Braccato dal destino - Caught Up, regia di Darin Scott (1998)
- The Players Club, regia di Ice Cube (1998)
- Bulworth - Il senatore (Bulworth), regia di Warren Beatty (1998)
- A Night at the Roxbury, regia di John Fortenberry (1998)
- Armageddon - Giudizio finale (Armageddon), regia di Michael Bay (1998)
- La colazione dei campioni (Breakfast of Champions), regia di Alan Rudolph (1999)
- Il miglio verde (The Green Mile), regia di Frank Darabont (1999)
- The Underground Comedy Movie, regia di Vince Offer (1999)
- FBI: Protezione testimoni (The Whole Nine Yards), regia di Jonathan Lynn (2000)
- Il Re Scorpione (The Scorpion King), regia di Chuck Russell (2001)
- Planet of the Apes - Il pianeta delle scimmie (Planet of the Apes), regia di Tim Burton (2001)
- Spot - Supercane anticrimine (See Spot Run), regia di John Whitesell (2001)
- Daredevil, regia di Mark Steven Johnson (2003)
- George and the Dragon, regia di Tom Reeve (2004)
- Pursued - Senza scrupoli (Pursued), regia di Kristoffer Tabori (2004)
- D.E.B.S. - Spie in minigonna, regia di Angela Robinson (2004)
- The Island, regia di Michael Bay (2005)
- Sin City, regia di Frank Miller e Robert Rodriguez (2005)
- Scuola per canaglie (School for Scoundrels), regia di Todd Phillips (2006)
- Ricky Bobby - La storia di un uomo che sapeva contare fino a uno (Talladega Nights: The Ballad of Ricky Bobby), regia di Adam McKay (2006)
- Slipstream - Nella mente oscura di H. (Slipstream), regia di Anthony Hopkins (2007)
- One Way, regia di Reto Salimbeni (2007)
- Mimzy - Il segreto dell'universo (The Last Mimzy), regia di Robert Shaye (2007)
- A casa con i miei (Welcome Home, Roscoe Jenkins), regia di Malcolm D. Lee (2008)
- American Crude - Follie in America (American Crude), regia di Craig Sheffer (2008)
- The Slammin' Salmon, regia di Kevin Heffernan (2009)
- Street Fighter - La leggenda (Street Fighter: The Legend of Chun-Li), regia di Andrzej Bartkowiak (2009)
- Redemption Road, regia di Mario Van Peebles (2010)
- The Sibling, regia di Matt Orlando (2011)
- Cross, regia di Patrick Durham (2011)
- Un'allenatrice speciale (From the Rough), regia di Pierre Bagley (2012)
- A Resurrection, regia di Matt Orlando (2012) - postumo

#### Televisione
- CSI: NY – serie TV, 1 episodio (2005)
- Zack e Cody al Grand Hotel (The Suite Life of Zack and Cody) – serie TV, 1 episodio (2008)
- Chuck – serie TV, episodio 2x01 (2008)
- Due uomini e mezzo (Two and a Half Men) – serie TV, episodi 6x09-6x19 (2009)
- Bones – serie TV, 1 episodio 6x19 (2011)
- A Crush on You, regia di Allison Anders - film TV (2011)
- Il risolutore (The Finder) – serie TV, 13 episodi (2012)

### Doppiatore
- Come cani e gatti (Cats & Dogs), regia di Lawrence Guterman (2000)
- Le avventure di Jimmy Neutron  (The Adventures of Jimmy Neutron: Boy Genius) - serie TV (2002)
- George re della giungla 2 (George of the Jungle 2), regia di David Grossman (2003)
- Koda, fratello orso (Brother Bear), regia di Aaron Blaise, Robert Walker (2003)
- Spider-Man: The New Animated Series - serie TV, 1 episodio (2003)
- Kim Possible - Viaggio nel tempo (Kim Possible: A Sitch in Time), regia di Steve Loter (2003)
- Striscia, una zebra alla riscossa (Racing Stripes), regia di Frederik Du Chau (2005)
- Alla ricerca della Valle Incantata 11 - L'invasione dei minisauri (The Land Before Time XI: Invasion of the Tinysauruses), regia di Charles Grosvernor (2005)
- Koda, fratello orso 2 (Brother Bear 2), regia di Ben Gluck (2006)
- Air Buddies - Cuccioli alla riscossa (Air Buddies), regia di Robert Vince (2006)
- Delgo e il destino del mondo (Delgo), regia di Marc F. Adler, Jason Maurer (2008)
- Kung Fu Panda, regia di Mark Osborne, John Stevenson (2008)
- Cani & gatti - La vendetta di Kitty (Cats & Dogs: The Revenge of Kitty Galore), regia di Brad Peyton (2010)
- Lanterna Verde (Green Lantern), regia di Martin Campbell (2011)
- Bun-Fu - Dalla Cina con furore, regia di Sun Yijun (2011)
- The High Fructose Adventures of Annoying Orange - serie TV, 1 episodio (2012)

## Riconoscimenti
- Premio Oscar
  - 2000 – Candidatura al miglior attore non protagonista per Il miglio verde
- Golden Globe
  - 2000 – Candidatura al miglior attore non protagonista per Il miglio verde

## Doppiatori italiani
Nelle versioni in italiano delle opere in cui ha recitato, Michael Clarke Duncan è stato doppiato da,
- Alessandro Rossi ne Il miglio verde, FBI: Protezione testimoni, Il Re Scorpione, Daredevil, CSI: NY, Sin City, Zack e Cody al Grand Hotel, Ricky Bobby - La storia di un uomo che sapeva contare fino a uno, Mimzy - Il segreto dell'universo, Chuck, A casa con i miei
- Massimo Corvo in Planet of the Apes - Il pianeta delle scimmie, The Island, Bones, Cross, Il risolutore
- Mario Bombardieri in A Night at the Roxbury, Armageddon - Giudizio finale, Due uomini e mezzo, Pursued - Senza scrupoli, Street Fighter - La leggenda
- Claudio Fattoretto in D.E.B.S. - Spie in minigonna, American Crude - Follie in America
- Paolo Marchese ne La colazione dei campioni
- Neri Marcorè in Spot - Supercane anticrimine
- Stefano Mondini in George and the Dragon
- Franco Zucca in Scuola per canaglie
- Luca Biagini in Slipstream - Nella mente oscura di H.

Come doppiatore è stato sostituito da:
- Alessandro Rossi in Koda, fratello orso, Striscia, una zebra alla riscossa, Koda, fratello orso 2, Lanterna Verde
- Mario Zucca in Alla ricerca della Valle Incantata 11 - L'invasione dei minisauri, Le avventure di Jimmy Neutron
- Francesco Pannofino in Come cani e gatti
- Michele Gammino in George re della giungla 2
- Mario Bombardieri in Kim Possible - Viaggio nel tempo
- Massimo Corvo in Ultimate Spider-Man
- Stefano Mondini in Air Buddies - Cuccioli alla riscossa
- Claudio Fattoretto in Kung Fu Panda
- Dario Penne in Cani & gatti - La vendetta di Kitty